# Herenni Etrusc
Quint Herenni Etrusc Messi Deci (llatí: Quintus Herennius Etruscus Messius Decius), conegut simplement com a Herenni Etrusc, va ser fill de l'emperador romà Deci i d'Herènnia Etruscil·la, de la qual prengué els dos noms per què és conegut. Tenia un germà menor anomenat Hostilià. El seu regnat només va durar un any a causa de la seva mort a la guerra contra els gots.

## Carrera militar
Herenni va acompanyar el seu pare, com a tribú militar, quan l'any 248 l'emperador Felip l'Àrab, el va enviar a la zona del Danubi amb ordres d'aplacar la revolta de Pacatià. L'any següent les tropes van obligar Deci a rebel·lar-se i assumir el títol d'emperador. Deci i Felip es van trobar a la rodalia de Verona i en l'enfrontament va morir Felip.
L'any 250, després que Deci hagués formalitzat el seu títol davant el senat, va demanar que Herenni i Hostilià rebessin el títol de cèsar i Herenni a més el de Princeps Iuventutis. Deci i Herenni van marxar a la frontera d'Il·líria a pacificar la zona, mentre la seva dona i Hostilià es quedaven a Roma.

## Ascens al tron
El 251 va ser nomenat cònsol i admès a la participació en el títol d'august, això implicava ser coemperador juntament amb el seu pare. Però cap a finals d'aquell any, van rebre la notícia que els gots estaven saquejant la frontera. El pare i el fill van decidir enfrontar-se a ells abans que arribessin amb el botí a l'altra banda. En la batalla d'Abritus, Herenni va ser ferit mortalment per una fletxa i el seu pare va declarar que la mort d'un sol soldat no era motiu de preocupació; poc després també va morir el pare.
Els soldats van nomenar immediatament Trebonià, però quan es va saber a Roma, també Hostilià va ser nomenat nou emperador.